# Titans d'Orlando
Pour les articles homonymes, voir New York Titans.
 (août 2011).
Les Titans d'Orlando (en anglais : Orlando Titans) étaient une franchise américaine de crosse en salle évoluant en National Lacrosse League. Basés originellement à New York (New York) de 2006 à 2009, les Titans jouaient leurs matchs à domicile au Madison Square Garden et au Prudential Center. Ils déménagent à Orlando en Floride pour une saison (2009-2010).

## Histoire

Titans de New York 2006 à 2009.

La NLL a annoncé le 11 juillet 2006 que New York accueillerait une franchise pour étendre la ligue. Le propriétaire principal est Gary Rosenbach, fondateur de Galleon Group. Les autres propriétaires incluent aussi William E. Ford, Mark H. Ford, Nick Leone, Retourne Huffard et Richard Ullmann.
L'équipe a annoncé que Adam Mueller sera l'entraîneur-chef, l'ancien coach du Swarm du Minnesota.
Avant la naissance de la franchise, Titans de New York était le nom original des Jets de New York de la NFL.

## Saison par saison
| Season | Division  | V-D   | Class. | Dom  | Ext   | Bp  | Bc  | Entraîneur   | Playoffs                      |
| ------ | --------- | ----- | ------ | ---- | ----- | --- | --- | ------------ | ----------------------------- |
| 2007   | Est       | 4-12  | 7e     | 3-5  | 1-7   | 195 | 233 | Adam Mueller | --                            |
| 2008   | Est       | 10-6  | 3e     | 5-1  | 5-5   | 197 | 186 | Adam Mueller | Défaite en finale de division |
| 2009   | Est       | 10-6  | 1re    | 5-3  | 5-3   | 190 | 180 | Ed Comeau    | Finaliste                     |
| Total  | 3 saisons | 24-24 |        | 13-9 | 11-15 | 582 | 599 |              |                               |